# Riu Itapetinga
El riu Itapetinga és un riu brasiler de l'estat de São Paulo. Flueix majoritàriament per boscos de sabana.